# Anders Walander
Anders Gustaf Oskar Walander, född 29 mars 1916 i Borgholm, död 19 juli 2010 i Halmstad, var en svensk läkare.
Walander, som var son till grosshandlare Oscar Walander och Manda Andersson, avlade studentexamen i Växjö 1935, blev medicine kandidat vid Lunds universitet 1938, medicine licentiat 1943 och medicine doktor där 1951. Han var amanuens på anatomiska institutionen vid Lunds universitet 1938–1943, underläkare vid öronkliniken på Lunds lasarett 1944 och 1946–1952, på Landskrona lasarett 1945–1946, biträdande överläkare vid öronavdelningen på Kalmar lasarett 1953–1954, vid öronavdelningen på Halmstads lasarett 1954–1964 och överläkare där sedan 1964. Han författade skrifter i antropologi, embryologi och otologi.